# Roddy White
Sharod Lamor "Roddy" White (født 2. november 1981 i James Island, South Carolina, USA) er en amerikansk football-spiller, der spiller som wide receiver for NFL-holdet Atlanta Falcons. Han har spillet for holdet hele sin NFL-karriere, startende i 2005.
White er fire gange, i 2008, 2009, 2010 og 2011, blevet udtaget til NFL's All-Star kamp, Pro Bowl.

## Klubber
- 2005-: Atlanta Falcons